# Virgil Ianovici
Victor Virgiliu Ianovici (n. 13/26 octombrie 1900, Roman – d. 3 noiembrie 1990, București) a fost un geolog mineralog român.

## Biografie
A fost profesor la Universitatea din București, membru corespondent al Academiei Române (membru titular din 1990) și al mai multor societăți științifice străine.
A fost membru corespondent al Academiei de Științe din România începând cu 21 decembrie 1937.
Autor a numeroase lucrări privind studiul mineralogic, petrografic, chimic și geochimic al rocilor alcaline din masivul de la Ditrău, al zăcămintelor de minereuri de mangan, al rocilor carbonatate din România, al unor roci efuzive din Carpații Orientali și din Munții Apuseni, al unor zăcăminte de minereuri și minerale utile. A condus lucrările de elaborare a „Monografiei geografice a României”.

## Distincții
- Medalia Muncii (31 mai 1957) „pentru merite deosebite în muncă, cu ocazia celui de al II-lea Congres al Asociației Științifice a Inginerilor și Tehnicienilor din Republica Populară Romînă”[4]
- Ordinul Muncii clasa a III-a (12 august 1959) „pentru activitate rodnică în dezvoltarea științei și culturii din Republica Populară Romînă”[5]
- Ordinul „Steaua Republicii Populare Romîne” clasa a III-a (10 august 1964) „pentru merite deosebite în opera de construire a socialismului, cu prilejul celei de a XX-a aniversări a eliberării patriei”[6]
- titlul de Profesor universitar emerit al Republicii Socialiste România (26 iunie 1969) „în semn de prețuire a personalului didactic pentru activitatea meritorie în domeniul instruirii și educării elevilor și studenților și a contribuției aduse la dezvoltarea învățămîntului și culturii din patria noastră”[7]